# Morti nel 1966/Dicembre
| Questa pagina contiene informazioni ricavate automaticamente dalle voci biografiche con l'ausilio del template Bio e di un bot. L'aggiornamento è periodico e automatico e ricostruisce completamente la pagina. Se manca una persona in questa lista, sei pregato di non aggiungerla, ma accertati piuttosto che la sua voce biografica contenga il template Bio e che i dati anagrafici siano correttamente compilati. Se il template Bio manca, inseriscilo tu stesso o, in alternativa, metti l'avviso {{tmp\|Bio}} che ne segnala la mancanza. Se i dati riportati sono sbagliati, correggi direttamente la voce biografica; le modifiche saranno visibili in questa lista entro pochi giorni. Per chiarimenti vedi il progetto biografie. La lista contiene solo le 86 persone che sono citate nell'enciclopedia e per le quali è stato implementato correttamente il template Bio. Pagina aggiornata al 3 mar 2024. |

- 1º dicembre - Luigi Albanese, militare statunitense (n. 1946)
- 1º dicembre - Bai Chongxi, generale e politico cinese (n. 1893)
- 1º dicembre - Giovanni Vitrotti, direttore della fotografia e regista cinematografico italiano (n. 1882)
- 2 dicembre - Luitzen Brouwer, matematico olandese (n. 1881)
- 2 dicembre - Giles Cooper, drammaturgo britannico (n. 1918)
- 2 dicembre - Otto Nicodemus, calciatore tedesco (n. 1886)
- 2 dicembre - Raffaele Saggio, politico italiano (n. 1905)
- 3 dicembre - José Padrón, calciatore spagnolo (n. 1906)
- 4 dicembre - Crahan Denton, attore statunitense (n. 1914)
- 5 dicembre - Sylvère Maes, ciclista su strada e ciclocrossista belga (n. 1909)
- 5 dicembre - Alessandro Marchetti, ingegnere aeronautico italiano (n. 1884)
- 6 dicembre - Antonio Alcázar, calciatore spagnolo (n. 1902)
- 6 dicembre - Mario Alicata, partigiano, critico letterario e politico italiano (n. 1918)
- 7 dicembre - Paul Granier de Cassagnac, politico, giornalista e militare francese (n. 1880)
- 7 dicembre - Joseph Léstienne, ginnasta francese (n. 1876)
- 8 dicembre - Silvio Piero Bertollo, calciatore e imprenditore italiano (n. 1878)
- 8 dicembre - Alberto Cristofori, ingegnere italiano (n. 1878)
- 8 dicembre - André Versini, attore e sceneggiatore francese (n. 1923)
- 9 dicembre - Willem Boerdam, calciatore olandese (n. 1883)
- 9 dicembre - Jurij Aleksandrovič Šaporin, compositore sovietico (n. 1887)
- 10 dicembre - Hans Jørgen Hansen, hockeista su prato danese (n. 1879)
- 12 dicembre - Gustavo Gay, calciatore italiano (n. 1899)
- 12 dicembre - Luigi Meda, avvocato e politico italiano (n. 1900)
- 12 dicembre - Ernesto Remani, regista, sceneggiatore e produttore cinematografico italiano (n. 1906)
- 12 dicembre - Karl Ruberl, nuotatore austriaco (n. 1880)
- 13 dicembre - Augusto De Gasperi, dirigente d'azienda italiano (n. 1893)
- 13 dicembre - Giuseppe Faè, presbitero, partigiano e antifascista italiano (n. 1885)
- 13 dicembre - Nils Frykberg, mezzofondista svedese (n. 1888)
- 13 dicembre - Stanisław Mikołajczyk, politico polacco (n. 1901)
- 13 dicembre - George Rennie, giocatore di lacrosse canadese (n. 1883)
- 14 dicembre - Víctor Andrés Belaúnde, politico peruviano (n. 1883)
- 14 dicembre - Emma Dunn, attrice statunitense (n. 1874)
- 14 dicembre - Isaak Pomerančuk, fisico sovietico (n. 1913)
- 14 dicembre - Richard Whorf, regista, attore e produttore cinematografico statunitense (n. 1906)
- 15 dicembre - Walt Disney, animatore, imprenditore e produttore cinematografico statunitense (n. 1901)
- 15 dicembre - Verna Felton, attrice e doppiatrice statunitense (n. 1890)
- 16 dicembre - Alberto Gaviorno, calciatore italiano (n. 1901)
- 16 dicembre - Juan Natalicio González Paredes, politico paraguaiano (n. 1897)
- 16 dicembre - Silvio Vardabasso, geologo italiano (n. 1891)
- 17 dicembre - Sylvia Telles, cantante brasiliana (n. 1934)
- 18 dicembre - Tara Browne, nobile inglese (n. 1945)
- 18 dicembre - Angelo Corsi, avvocato e politico italiano (n. 1889)
- 18 dicembre - Gene Gauntier, attrice cinematografica e sceneggiatrice statunitense (n. 1885)
- 18 dicembre - Filippo Pascucci, allenatore di calcio italiano (n. 1907)
- 18 dicembre - Steuart Wilson, tenore e manager inglese (n. 1889)
- 20 dicembre - Albert Göring, imprenditore tedesco (n. 1895)
- 20 dicembre - Lloyd Spooner, tiratore a segno statunitense (n. 1884)
- 21 dicembre - Marcello Bofondi, prefetto e politico italiano (n. 1896)
- 22 dicembre - Harry Beaumont, regista, attore e sceneggiatore statunitense (n. 1888)
- 22 dicembre - Lucy Burns, attivista statunitense (n. 1879)
- 22 dicembre - Robert Keith, attore statunitense (n. 1898)
- 22 dicembre - Antonio Lorenzini, funzionario italiano (n. 1894)
- 23 dicembre - Heimito von Doderer, scrittore austriaco (n. 1896)
- 23 dicembre - Johann Eibel, sollevatore austriaco (n. 1883)
- 23 dicembre - Arie de Jong, schermidore olandese (n. 1882)
- 24 dicembre - Napoleone Aprilis, politico e ingegnere italiano (n. 1887)
- 24 dicembre - Gaspar Cassadó, violoncellista e compositore spagnolo (n. 1897)
- 24 dicembre - Alcide Malagugini, partigiano e politico italiano (n. 1887)
- 24 dicembre - Knut Torell, ginnasta svedese (n. 1885)
- 25 dicembre - Nick Dandolos, giocatore di poker greco (n. 1883)
- 26 dicembre - Noël Gallon, pedagogo e compositore francese (n. 1891)
- 26 dicembre - Herbert Otto Gille, generale tedesco (n. 1897)
- 26 dicembre - Kim Peacock, attore britannico (n. 1901)
- 26 dicembre - Arturo Riccardi, ammiraglio italiano (n. 1878)
- 26 dicembre - Guillermo Stábile, allenatore di calcio e calciatore argentino (n. 1905)
- 27 dicembre - Vittorio Ballio Morpurgo, architetto italiano (n. 1890)
- 27 dicembre - Ernest Burgess, sociologo canadese (n. 1886)
- 27 dicembre - Frankie Genaro, pugile statunitense (n. 1901)
- 27 dicembre - Max Glauber, imprenditore italiano (n. 1902)
- 27 dicembre - Wivi Lönn, architetto finlandese (n. 1872)
- 28 dicembre - Frank Chodorov, politologo e saggista statunitense (n. 1887)
- 28 dicembre - Hjalmar Christoffersen, calciatore danese (n. 1889)
- 28 dicembre - Carl Osburn, tiratore a segno e ufficiale statunitense (n. 1884)
- 29 dicembre - Vincenzo Lapiccirella, politico e partigiano italiano (n. 1907)
- 29 dicembre - Vittorio Marchesi, generale e aviatore italiano (n. 1895)
- 30 dicembre - Pietro Ciriaci, cardinale e arcivescovo cattolico italiano (n. 1885)
- 30 dicembre - Christian Archibald Herter, politico e statistico statunitense (n. 1895)
- 30 dicembre - Piero Sacerdoti, dirigente d'azienda italiano (n. 1905)
- 30 dicembre - Renato Signorini, scultore, pittore e medaglista italiano (n. 1902)
- 31 dicembre - Gian Alberto Blanc, fisico e paleontologo italiano (n. 1879)
- 31 dicembre - Emilio Canevari, generale e saggista italiano (n. 1888)
- 31 dicembre - Louis Persinger, violinista e insegnante statunitense (n. 1887)
- 31 dicembre - Izaak Reijnders, militare olandese (n. 1879)
- 31 dicembre - Gino Spalmach, pittore italiano (n. 1900)
- 31 dicembre - Joe Spence, calciatore inglese (n. 1898)
- 31 dicembre - Elena Dmitrievna Stasova, politica e rivoluzionaria russa (n. 1873)